# گئورگ اشتروبل
گئورگ استروبل (انگلیسی: Georg Strobl; ۹ فوریهٔ ۱۹۱۰ – ۱۰ مهٔ ۱۹۹۱) بازیکن هاکی روی یخ اهل آلمان بود.